# Černá hvězda
Černá hvězda je gravitační objekt složený z hmoty. Je teoretickou alternativou ke konceptu černé díry podle obecné teorie relativity. Teoretický konstrukt byl vytvořen pomocí semiklasické gravitační teorie. Podobná struktura by měla existovat i v systému Einstein-Maxwell-Diracových rovnic, kterou jsou (super) klasickou limitou kvantové elektrodynamiky, a Einstein-Yang-Mills-Diracova systému, což je (super) klasická limita standardního modelu.
Černá díra nemusí mít horizont událostí a může i nemusí být přechodnou fází mezi kolabující hvězdou a singularitou. Černá díra je vytvořena, když se hmota stlačuje rychlostí výrazně nižší, než je rychlost volného pádu hypotetické částice padající do středu své hvězdy. Černá hvězda s poloměrem mírně vyšším, než předpokládaný u horizontu událostí rovnocenné hmotné černé díry, se jeví velmi tmavě, protože téměř všechno vyrobené světlo odčerpá zpět do hvězdy, a všechno uniklé světlo bude značně deformováno rudým posuvem. Bude vypadat téměř stejně jako černá díra.